# Agriphila tersellus
Agriphila tersellus là một loài bướm đêm trong họ Crambidae.